# Mathieu Riebel
Pour les articles homonymes, voir Riebel.
Mathieu Riebel, né le 2 janvier 1997 à Sarcelles (Val-d'Oise) et mort le 20 octobre 2017 à Païta (Nouvelle-Calédonie), est un coureur cycliste français.

## Biographie
En catégorie juniors, Mathieu Riebel se distingue en devenant champion de France de l'américaine juniors en 2014, avec Guillaume Millasseau.
Il décide de se consacrer davantage à la route à partir de 2016 en rejoignant le VCA du Bourget. Avec celui-ci, il réalise plusieurs places sur des épreuves en première catégorie, en se classant 5e du Prix de Montataire, du Grand Prix de Loches et du Prix de la ville de Soissons, ou encore 9e du Tour du Pays Courvillois. En Coupe de France DN3, il prend notamment la 12e place du Grand Prix du rayon Aubersois. Avec le comité d'Île-de-France, il décroche la médaille de bronze au championnat de France de poursuite par équipes.
En fin d'année 2017, Mathieu Riebel est recruté pour la saison suivante par le Guidon chalettois, club évoluant en division nationale 1. Le 20 octobre, alors qu'il dispute le Tour de Nouvelle-Calédonie, il trouve la mort dans la descente du col de la Pirogue, en heurtant le pare-brise d'une ambulance,.

## Palmarès sur piste

### Championnats de France
- 2014
  - 2e de la course aux points juniors
  - 2e de l'américaine juniors
- 2015
  -  Champion de France de l'américaine juniors (avec Guillaume Millasseau)
- 2016
  - 3e de la poursuite par équipes